# Avenue Franco-Russe
L'avenue Franco-Russe est une voie du 7e arrondissement de Paris, en France.

## Situation et accès
L'avenue Franco-Russe est une voie publique située dans le 7e arrondissement de Paris. Elle débute aux 8-12, avenue Rapp et se termine aux 195-207, rue de l'Université.
Le quartier est desservi par la ligne C du RER,  à la gare du Pont de l'Alma.

## Origine du nom
L'avenue porte le nom de la Société de l'avenue Franco-Russe, société immobilière ad hoc, qui fut à l'initiative de l'ouverture de la voie. L'entreprise tient son nom de ce qu'elle a été montée avec des capitaux provenant pour partie de France et pour partie de Russie.

## Historique

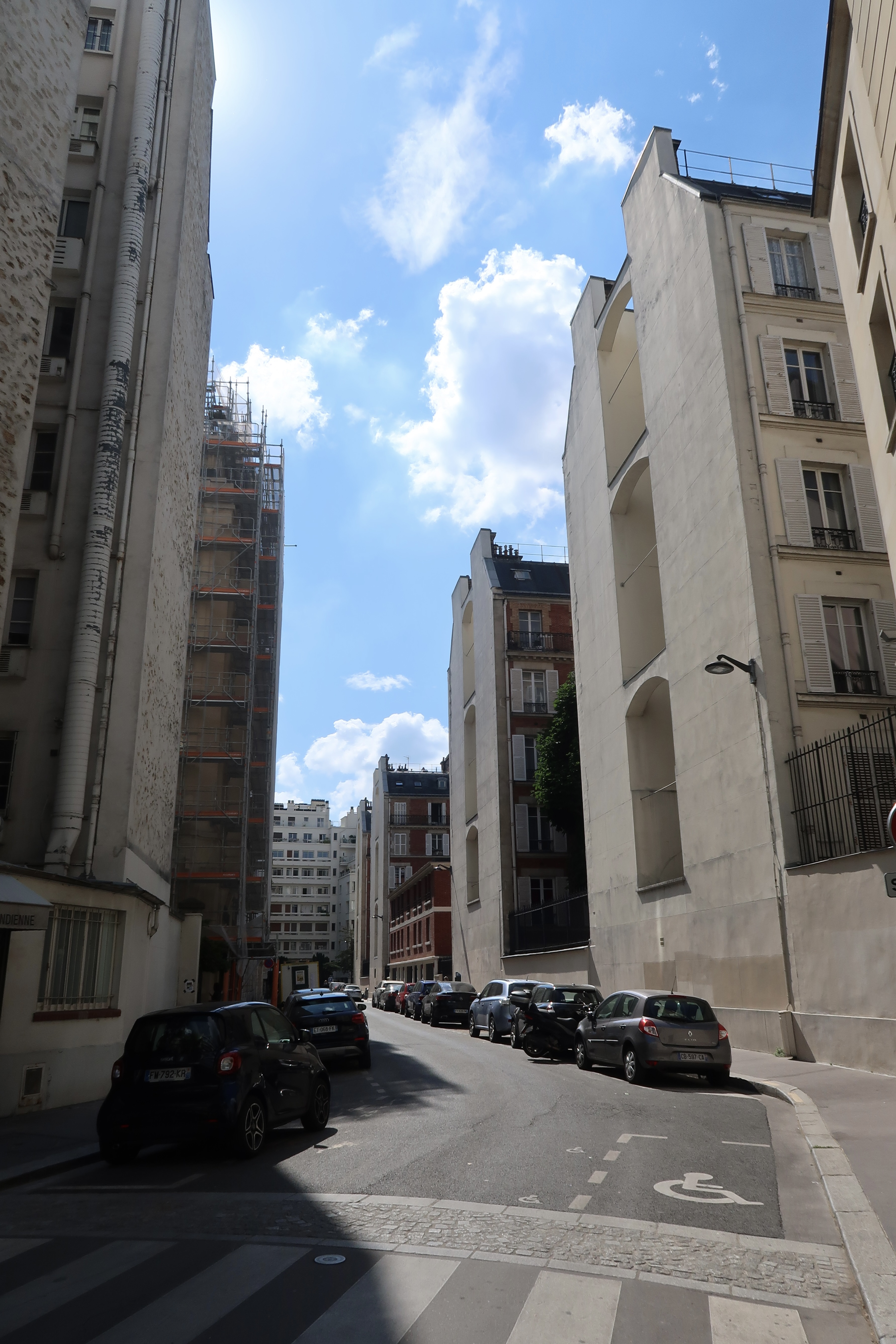
Vue depuis l'avenue Rapp.

Cette voie est ouverte en 1911 par la Société de l'avenue Franco-Russe dans le seul but d'acquérir une propriété située rue de l'Université.
La rue a été lotie au début des années 1910 :
- N°5 : immeuble de 1912 (architecte Auguste Avezard)[2];
- N°9 : immeuble de 1914 (architecte Auguste Avezard)[3].